# شهرستان لوانژوو
شهرستان لوانژوو (به لاتین: Luanzhou) یک منطقهٔ مسکونی در چین است که در تانگشان واقع شده‌است. شهرستان لوانژوو ۹۹۹ کیلومتر مربع مساحت و ۵۴۰٬۰۰۰ نفر جمعیت دارد.